# استحقاق
الاستحقاق هو حكم يتم إجراؤه وفقًا للإطار القانوني للمجتمع. عادة، تستند الاستحقاقات إلى مفاهيم المبدأ (الحقوق) التي تستند في حد ذاتها إلى مفاهيم المساواة الاجتماعية أو منح حق التصويت. في علم النفس، تُعرَّف عقلية الاستحقاق على أنها الشعور بالاستحقاق أو أن تكون مدينًا بمعروف عندما يتم فعل القليل أو لا شيء لاستحقاق معاملة خاصة.

## علم النفس
الشعور المتضخم بما يسمى أحيانًا الاستحقاق النفسي - غير واقعي أو مبالغ فيه أو متشدد - يكون بارزًا بشكل خاص بين النرجسيين. وفقًا لـ DSM-5، من المرجح أن يكون لدى الأفراد الذين يعانون من اضطراب الشخصية النرجسية (NPD) إحساس بالاستحقاق لمعاملة خاصة وطاعة الآخرين، عادةً بدون صفات أو إنجازات متكافئة: وبالمثل، وفقًا بالنسبة لسام فاكنين، تحاول الشخصية النرجسية حماية الذات الضعيفة من خلال بناء طبقات من العظمة وإحساس كبير بالاستحقاق. على غرار الأفراد الذين يعانون من اضطراب الشخصية النرجسية فإن أولئك الذين يعانون من اضطراب الشخصية الحدية يظهرون إحساسًا قويًا بالاستحقاق، وفقًا لبحث أجراه الدكتور جون جوندرسون والدكتور إلسا رونينجستام. يقول رونينجستام و جوندرسون، الخصائص المشتركة بين الاضطرابين وبالتالي الفشل في التمييز بين اضطراب الشخصية النرجسية واضطراب الشخصية الحدي ملحوظة. حدث شعور بالاستحقاق في كل من مجموعات التشخيص في موري ودراساتنا؛ أي، شعر كل من النرجسيين والخطوط الحدودية أنه يجب على الآخرين التعرف على احتياجاتهم ومنحهم مزايا خاصة.
عادة ما يُنظر إلى الإحساس المكتسب بالاستحقاق على أنه أكثر فائدة من الاستحقاق النفسي البحت، ولكن قد يكون للأول أيضًا نظير مدمر بمعنى الشعور باستحقاق الانتقام بناءً على تراكم المظالم.
ميّز التحليل النفسي بين الأطفال ثلاثة أنواع رئيسية من الإحساس بالاستحقاق: طبيعي، ومضخم، ومضعضع. سعى الشعور المتضخم بالاستحقاق إلى الحصول على امتيازات خاصة للفرد وحده، ربما للتعويض عن معاناة الطفولة أو الأذى النرجسي. ينطوي الشعور بالضيق على عدم القدرة على توقع الحقوق الأساسية التي يتمتع بها من حولهم. تضمن الإحساس الطبيعي أو الصحي بالاستحقاق توقع الاستجابة من الآخرين المهمين، والشعور بالقدرة، والشعور بحق الفرد في مشاعره، وكلها تشكل عناصر إيجابية في تقدير الذات.
ميز إيفان بوزورميني ناجي في حياة البالغين بين استحقاق الكسب (الأخلاقي) في العلاقات، والذي يأتي من الرعاية والاعتبار، والشعور الذاتي بالاستحقاق الذي قد يكون الأساس الحقيقي له مختلفًا تمامًا. وبالتالي، قد يكون للاكتئاب إحساس منخفض بشكل غير مبرر بالاستحقاق، وقد يكون للجنون شعور مرتفع بشكل مبالغ فيه. قد يشعر المقامر بأنه يحق له توقع ربح كبير للتعويض عن حرمان الطفولة. أولئك الذين يصرخون بصوت عالٍ لمثل هذا السداد من القدر قد يشككون في الواقع دون وعي في استحقاقهم لأي شيء على الإطلاق.